# 遊唱詩人

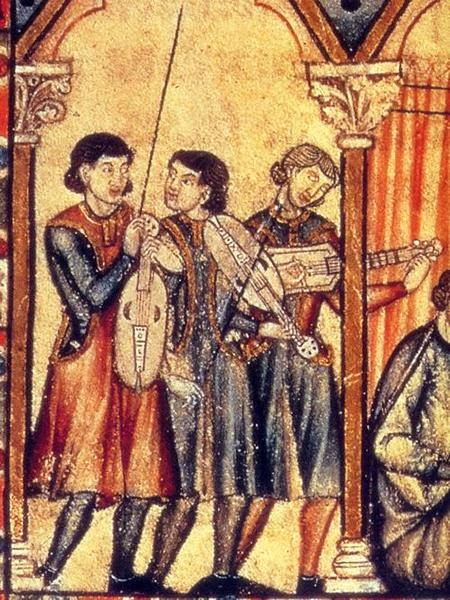
遊唱詩人

遊唱詩人（發音：[tʁubaduʁ] ⓘ，發音：[tɾuβaˈðu] ⓘ）是中世紀歐洲的歌曲作曲者和表演者。遊唱詩人擅長於演唱情歌，亦積極介入當代社會、政治和宗教種種問題。他們周遊往來歐洲列國宮廷之間，相互交換消息和交流新曲調和詩句。在遊唱詩人的詩作的諷刺詩體，其中不乏揭發統治者的不公、社會劣行、當時政府的腐敗、教會與教廷的醜聞等。

## 词源
「遊唱詩人」（troubadour）的字源具有爭議性，通常有两种观点。罗马派认为来源于奥克语（Occitan）语的 trobar（作曲、发明、创作之意），或者通俗拉丁语中的 tropare（比喻来说）一词；阿拉伯派则认为其来源于阿拉伯语中的 taraba一词，意为歌唱。

## 外部連結
- Literary Encyclopedia - Troubadour （页面存档备份，存于）

## 延伸閱讀
- Ardis Butterfield (1997). "Monophonic song: questions of category", Companion to Medieval & Renaissance Music. Oxford University Press. ISBN 0-19-816540-4.
- Gaunt and Kay (1999). "The Troubadours: An Introduction". Cambridge University Press. ISBN 0-521-57473-0.